# Gustav Adolf Falkenberg
Gustav Adolf Falkenberg, född den 25 april 1816 i Viborg, död den 16 april 1886 i Köpenhamn, var en dansk officer. 
Falkenberg blev sekundlöjtnant vid fotfolket 1836, premiärlöjtnant 1842, och hade under slaget vid Fredericia en väsentlig andel i, att omkring 650 upproriska och ett halvbatteri blev tillfångatagna, varefter han utnämndes till kapten. 
1863 fick han majors grad och blev bataljonschef vid 6:e regementet samt efter kriget dess chef och 1867 överste. Efter sitt avsked 1880 deltog han med iver i försvarsrörelsen, framför allt genom att han höll ett stort antal föredrag.

## Utmärkelser
- Kommendör av första graden av Dannebrogorden,  1886[1]

[Redigera Wikidata]